# Destinataire inconnu
Pour plus de détails, voir Fiche technique et Distribution.
Destinataire inconnu (The Love Letter) est un film américain réalisé par Peter Chan, sorti en 1999. Le film est adapté du roman The Love Letter de Cathleen Schine, avec Kate Capshaw dans le rôle principal et Luis Enriquez Bacalov pour la musique originale.

## Synopsis
L'action se situe en Nouvelle-Angleterre, dans la ville de Loblolly-by-the-Sea.
Helen MacFarquhar (Kate Capshaw), une libraire entre deux âges récemment divorcée, reçoit un matin dans son courrier une lettre d'amour anonyme, écrite sur du papier bleu, sans enveloppe et ne portant pas de nom de destinataire.

## Fiche technique
Sauf indication contraire, les informations mentionnées dans cette section peuvent être confirmées par les bases de données cinématographiques IMDb et Allociné,  présentes dans la section « Liens externes ».
- Titre original : The Love Letter
- Titre français : Destinataire inconnu
- Réalisation : Peter Ho-Sun Chan
- Scénario : Maria Maggenti, d'après le roman The Love Letter de Cathleen Schine
- Musique : Luis Enríquez Bacalov
- Direction artistique : Carl Sprague
- Décors : Andrew Jackness
- Costumes : Tracy Tynan
- Photographie : Tami Reiker
- Son : Derek Marcil, Andre Perreault, Victoria Rose Sampson
- Montage : Jacqueline Cambas
- Production : Kate Capshaw, Sarah Pillsbury et Midge Sanford
  - Production déléguée : Beau Flynn et Stefan Simchowitz
  - Coproduction : Karen Koch
- Sociétés de production : Sanford/Pillsbury Productions, présenté par Dreamworks Pictures
- Sociétés de distribution : DreamWorks Distribution (États-Unis) ; United International Pictures (International)
- Budget : 20 millions de $[1],[2]
- Pays de production :  États-Unis
- Langue originale : anglais
- Format : couleur (Technicolor) — 35 mm — 1,85:1 — son Dolby Digital
- Genre : comédie dramatique, romance
- Durée : 88 minutes
- Dates de sortie[3] :
  - États-Unis : 21 mai 1999
  - France, Belgique : 13 octobre 1999[4],[5]
- Classification :
  - États-Unis : les enfants de moins de 17 ans doivent être accompagnés d'un adulte lors de sa sortie (R – Restricted)
  - États-Unis : requalifié en accord parental recommandé, film déconseillé aux moins de 13 ans (PG-13 - Parents Strongly Cautioned)[N 1]
  - France : tous publics[6]
  - Belgique : tous publics (Alle Leeftijden)[5]
  - Québec : tous publics (G - General Rating)[7]

## Distribution
- Kate Capshaw : Helen MacFarquhar
- Blythe Danner : Lillian MacFarquhar
- Ellen DeGeneres (VF : Vincent Marie) : Janet Hall
- Geraldine McEwan : Miss Scattergoods
- Julianne Nicholson (VF : Ledieu Virginie) : Jennifer
- Tom Everett Scott (VF : Boisseau Damien) : Johnny
- Tom Selleck (VF : Faure Jean-Louis) : George Matthias
- Gloria Stuart : Eleanor
- Bill Buell : officier Dan
- Alice Drummond : commis des postes
- Erik Jensen : Ray
- Margaret Ann Brady : Selma
- Jessica Capshaw : Kelly
- Walter Covell : client du bureau de poste
- Patrick Donnelly : client de librairie
- Lucas Hall : éboueur
- Christian Harmony : éboueur
- Christopher Nee : éboueur
- Marilyn Rockafellow : Vivian
- Breanne Smith : Emily
- Sasha Spielberg : fille avec un cierge
- John J. Burke : patron du restaurant
- Bill McNally : patron du restaurant
- Katrina Romanoff : l'ami de Johnny
- Sarah Sampson : Liliane jeune

## Accueil

### Accueil critique
- Lors de la cérémonie de The Stinkers Bad Movie Awards en 1999, Ellen DeGeneres a été nommée pire actrice dans un second rôle[10].

### Box-office
- Recettes aux États-Unis : 8 302 478 $ (USD)[1]

## Éditions en vidéo
En France, le film Destinataire inconnu est sorti en DVD le 10 mai 2001 et il est ressorti en DVD le 1er août 2006.